# 利丽·盖加
利丽·盖加（1917年—1956年12月25日）是阿尔巴尼亚劳动党的女性创始人。1956年支持尼基塔·谢尔盖耶维奇·赫鲁晓夫的去斯大林化政策，被恩維爾·霍查扣上“南斯拉夫代理人”，与丈夫达利·恩德鲁一同被枪决。